# Zimowy Olimpijski Festiwal Młodzieży Europy 2007
VIII Zimowy Olimpijski Festiwal Młodzieży Europy 2007 – ósma zimowa edycja olimpijskiego festiwalu młodzieży Europy, odbywająca się w dniach 18–23 lutego 2007 r. w hiszpańskiej miejscowości Jaca. W rywalizacji brali udział zawodnicy z 43 państw.

## Konkurencje
- narciarstwo alpejskie (wyniki}
- biathlon (wyniki)
- biegi narciarskie (wyniki}
- hokej na lodzie (wyniki)
- łyżwiarstwo figurowe (wyniki)
- snowboarding (wyniki)

## Wyniki

### Biathlon
| Konkurencja                          | Złoto               | Srebro         | Brąz                  |
| ------------------------------------ | ------------------- | -------------- | --------------------- |
| sprint (6 km) dziewcząt              | Sophie Boilley      | Leslie Mercier | Anne Domeinski        |
| bieg indywidualny (7,5 km) dziewcząt | Anne Domeinski      | Miriam Gössner | Maren Hammerschmidt   |
| sprint (7,5 km) chłopców             | Uładzimir Alaniszka | Benjamin Weger | Benjamin Riedlsperger |
| bieg indywidualny (10 km) chłopców   | Uładzimir Alaniszka | Benjamin Thym  | Benjamin Weger        |

### Biegi narciarskie
| Konkurencja                       | Złoto                                                                          | Srebro                                                                      | Brąz                                                                                 |
| --------------------------------- | ------------------------------------------------------------------------------ | --------------------------------------------------------------------------- | ------------------------------------------------------------------------------------ |
| 5 km stylem klasycznym dziewcząt  | Alewtina Tanygina                                                              | Marthe Kristoffersen                                                        | Johanna Heinanen                                                                     |
| 7,5 stylem dowolnym dziewcząt     | Marthe Kristoffersen                                                           | Kristin Gausen                                                              | Monique Siegel                                                                       |
| 7,5 km stylem klasycznym chłopców | Sebastian Eisenlauer                                                           | Mattia Pellegrin                                                            | Piotr Siedow                                                                         |
| 10 km stylem dowolnym chłopców    | Tim Tscharnke                                                                  | Piotr Siedow                                                                | Maksim Kowalow                                                                       |
| sztafeta mieszana                 | Rosja Maksim Kowalow · Maksim Kowalow · Irina Nazarowa · Julija Muhometzianowa | Niemcy Esther Mende · Sebastian Eisenlauer · Monique Siegel · Tim Tscharnke | Norwegia Marthe Kristoffersen · Hans Christer Holund · Kristin Gausen · Stian Hallen |

### Łyżwiarstwo figurowe
| Konkurencja | Złoto            | Srebro               | Brąz                |
| ----------- | ---------------- | -------------------- | ------------------- |
| soliści     | Artiom Grigoriew | Alexander Majorov    | Alexandre Briançon  |
| solistki    | Sonia Lafuente   | Margarita Tiertyczna | Marcella De Trovato |

### Narciarstwo alpejskie
| Konkurencja             | Złoto             | Srebro            | Brąz              |
| ----------------------- | ----------------- | ----------------- | ----------------- |
| slalom dziewcząt        | Ilka Štuhec       | Margot Bailet     | Bernadette Schild |
| slalom chłopców         | Knut Masdal       | Tim Lüscher       | Brice Roger       |
| slalom gigant chłopców  | Giovanni Borsotti | Nicolas Thoule    | Knut Masdal       |
| slalom gigant dziewcząt | Ilka Štuhec       | Bernadette Schild | Sofija Novoselić  |

### Snowboarding
| Konkurencja                 | Złoto           | Srebro               | Brąz            |
| --------------------------- | --------------- | -------------------- | --------------- |
| gigant dziewcząt            | Yvonne Schütz   | Margarita Garmaszowa | Ina Meschik     |
| gigant chłopców             | Lukas Mathies   | Johann Stefaner      | Dmitrij Bazanow |
| slalom równoległy dziewcząt | Ina Meschik     | Nina Micić           | Yvonne Schütz   |
| slalom równoległy chłopców  | Radosław Jankow | Lukas Mathies        | Dmitrij Bazanow |

### Hokej na lodzie
| Złoto | Srebro    | Brąz       |
| ----- | --------- | ---------- |
| Rosja | Finlandia | Szwajcaria |

## Klasyfikacja medalowa
| L.p. | Państwo    |   |   |   | Razem |
| ---- | ---------- | - | - | - | ----- |
| 1.   | Rosja      | 4 | 3 | 4 | 11    |
| 2.   | Niemcy     | 3 | 3 | 3 | 9     |
| 3.   | Austria    | 2 | 3 | 3 | 8     |
| 4.   | Norwegia   | 2 | 2 | 2 | 6     |
| 5.   | Białoruś   | 2 | 0 | 0 | 2     |
| 5.   | Słowenia   | 2 | 0 | 0 | 2     |
| 7.   | Francja    | 1 | 3 | 2 | 6     |
| 8.   | Szwajcaria | 1 | 2 | 3 | 6     |
| 9.   | Włochy     | 1 | 1 | 1 | 3     |
| 10.  | Bułgaria   | 1 | 0 | 0 | 1     |
| 10.  | Hiszpania  | 1 | 0 | 0 | 1     |
| 12.  | Finlandia  | 0 | 1 | 1 | 2     |
| 13.  | Serbia     | 0 | 1 | 0 | 1     |
| 13.  | Szwecja    | 0 | 1 | 0 | 1     |
| 15.  | Chorwacja  | 0 | 0 | 1 | 1     |